# Crapaud calamite
Pour les articles homonymes, voir Calamite.
Epidalea calamita
Genre
Espèce
Synonymes
- Bufo calamita Laurenti, 1768
- Rana foetidissima Hermann, 1783
- Rana portentosa Blumenbach, 1788
- Rana ecaudata Razoumovsky, 1789
- Bufo cruciatus Schneider, 1799
- Rana mephitica Shaw, 1802
- Bufo calamita var. alpestris Koch, 1872

Statut de conservation UICN

 LC  : Préoccupation mineure
Le Crapaud calamite ou Crapaud des joncs, Epidalea calamita, unique représentant du genre Epidalea, est une espèce d'amphibiens de la famille des Bufonidae. Il se rencontre en Europe.

## Description

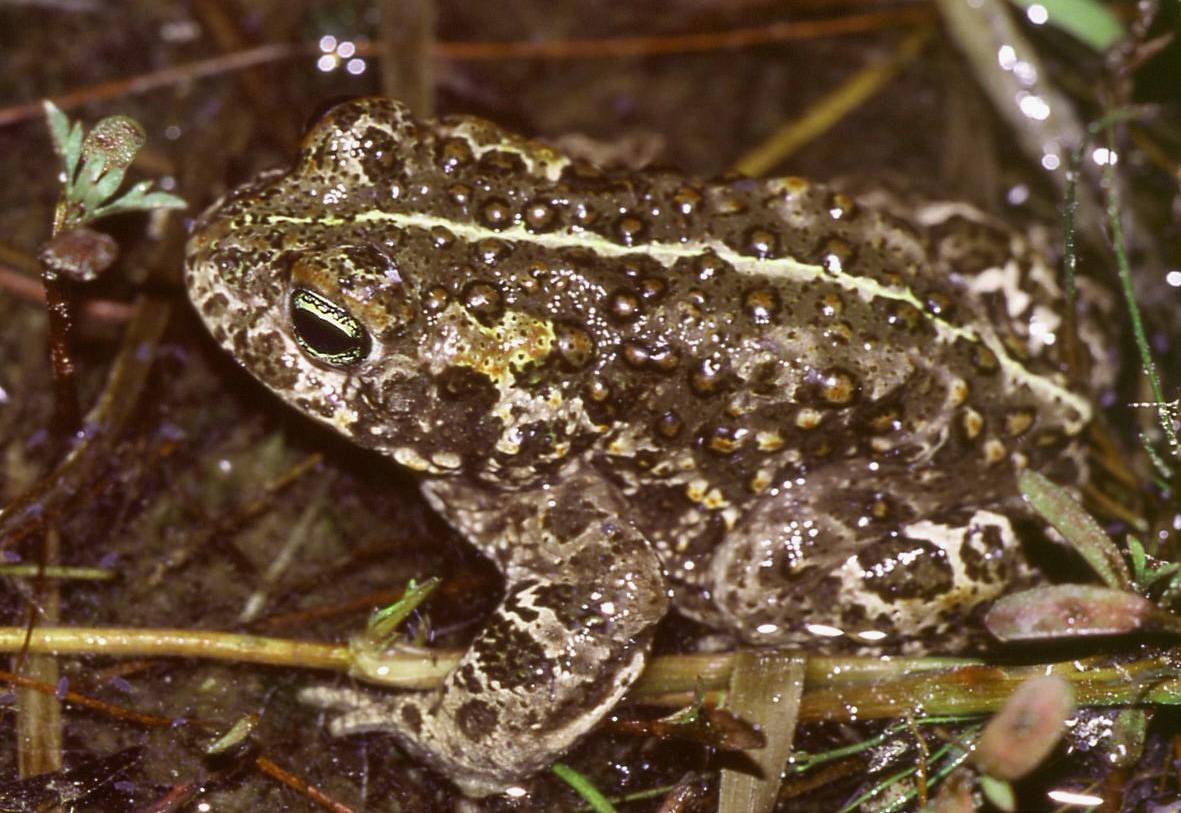
Fig. 2 Crapaud calamite ♂, avec ses glandes parotoïdes courtes et jaune-rougeâtre derrière les yeux, ses grosses pustules et sa ligne médio-dorsale claire bien visible

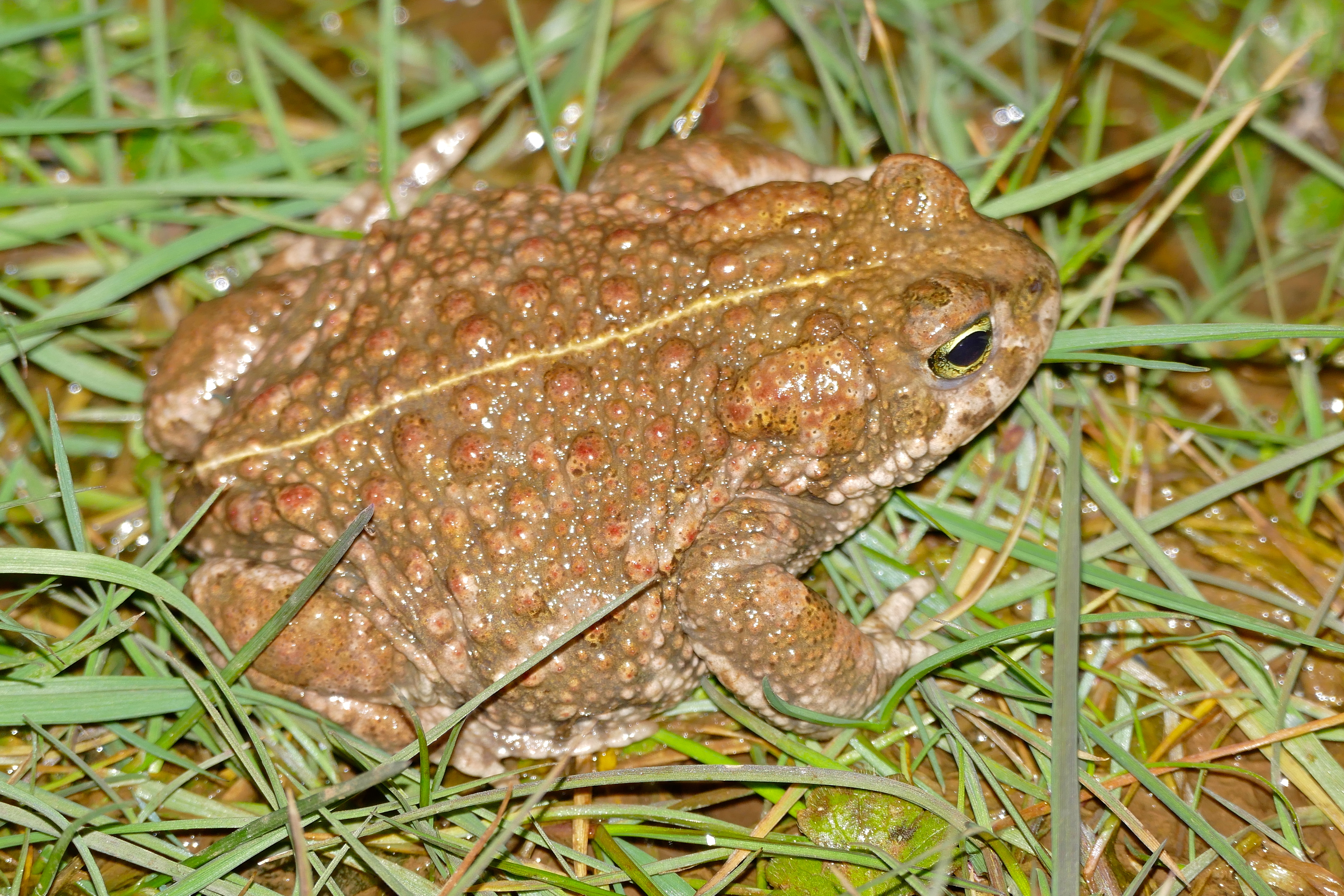
Crapaud calamite ♀

Le crapaud calamite, Epidalea calamita, est un anoure de taille moyenne, un peu moins gros que le Crapaud commun (Bufo bufo). Le crapaud calamite (Epidalea calamita) est le seul Anoure ne sautant pas. Le mâle mesure de 40 à 70 mm, la femelle de 50 à 80 mm (au maximum 100 mm). Cette espèce se distingue du Crapaud commun essentiellement par une ligne médiane jaune ornant son dos. Toutefois, celle-ci peut être discontinue, voire absente.
Le crapaud calamite a un aspect ramassé. Vu de profil, son museau a l'air tronqué. La pupille est ovale horizontale. L'iris est jaune vif, plus ou moins verdâtre, parfois grisâtre, veiné de brun, de vert ou de noir (fig. 3).
Les glandes parotoïdes sont proéminentes, courtes et ovales, à peine plus longues que larges, à la différence de celles du crapaud commun qui sont divergentes et allongées.
Ses pattes sont relativement courtes, surtout celles de derrière. La palmure est très faible.
Son dos est verdâtre, brunâtre, grisâtre ou blanchâtre, plus ou moins marbré de vert kaki. Il est couvert de pustules brunes, parfois rougeâtres. Contrairement aux grenouilles, il n'a pas de replis latéro-dorsaux le long des flancs. Mais il est traversé d'une ligne médio-dorsale jaune pâle, visible le plus souvent (fig. 2). La face inférieure est blanche un peu jaunâtre, plus ou moins maculée de brun.
Le mâle reproducteur possède des callosités nuptiales brunes sur les doigts I à III et un sac vocal interne, qui lui donne une gorge bleu violacé lorsqu'il chante. La gorge de la femelle est blanchâtre.

## Distribution et habitat

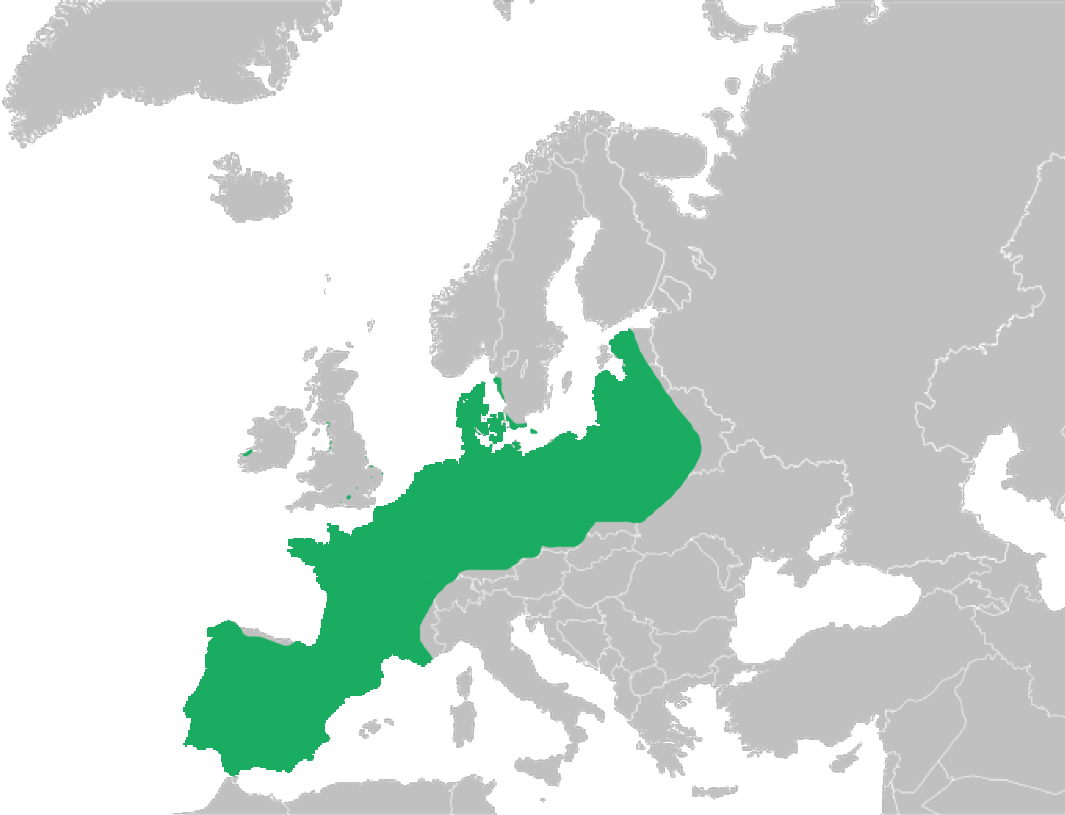
Fig. 4 Distribution d'Epidalea calamita

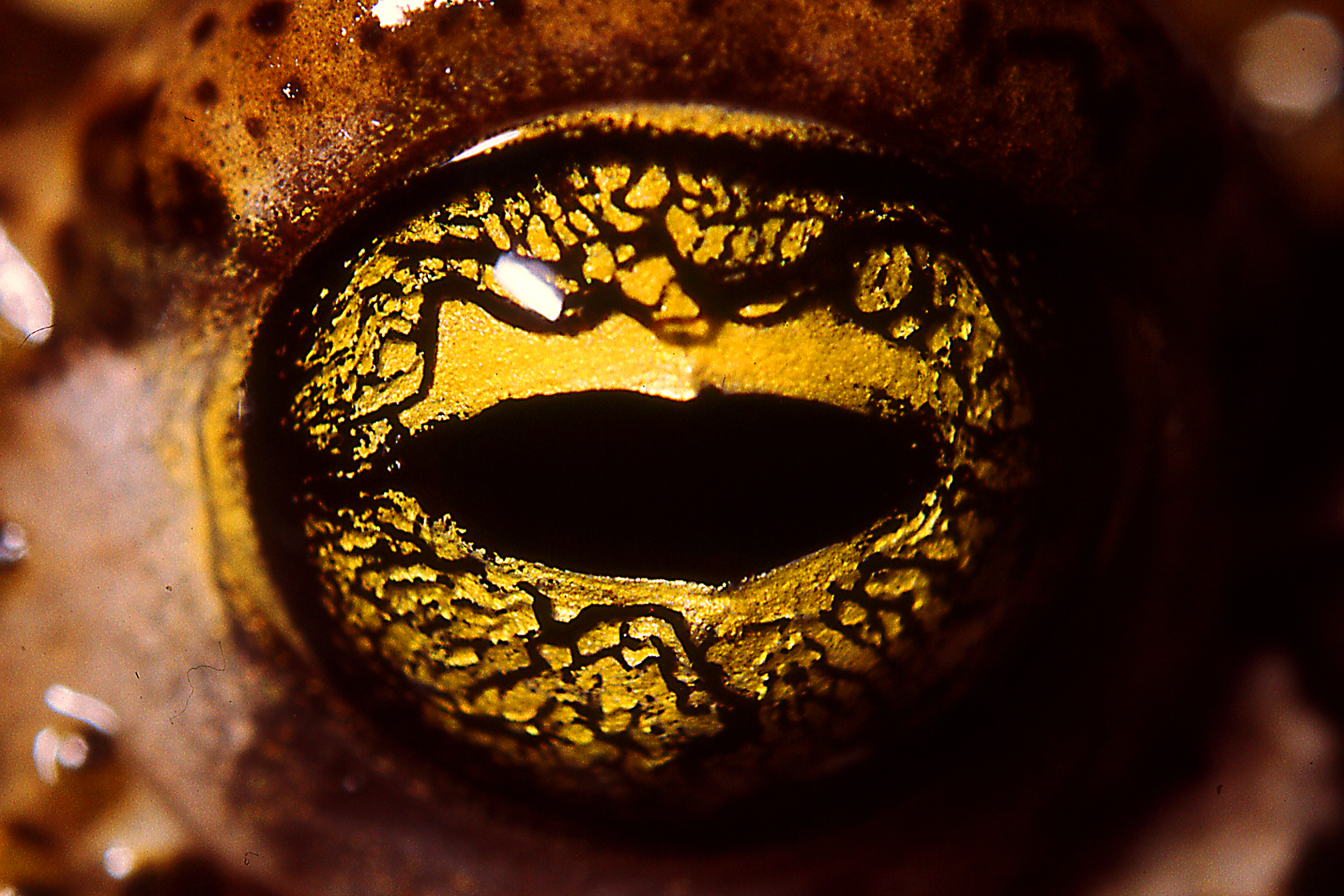
Fig. 3 Œil de crapaud calamite : iris jaune, veiné de noir

### Répartition
Cette espèce se rencontre en Estonie, en Lettonie, en Lituanie, en Biélorussie, dans le nord-ouest de l'Ukraine, en Russie dans l'oblast de Kaliningrad, en Pologne, en Slovaquie, en République tchèque, en Allemagne, au Danemark, dans le sud de la Suède, dans le nord de l'Autriche, en Suisse, aux Pays-Bas, au Luxembourg, en Belgique, en France, en Espagne et au Portugal, et en points dispersés sur la côte en Irlande et en Grande-Bretagne,. Elle est présente jusqu'à 2 540 m d'altitude.
Il est partout présent en France, jusque dans l'agglomération de Paris. Mais il n'est abondant que dans le sud et dans quelques secteurs de la frange maritime occidentale où il possède une distribution continue et homogène. Un noyau important se trouve dans la région de la Brenne. Il est en déclin en Champagne-Ardenne, en Franche-Comté ou en Savoie.

### Habitat
Le crapaud calamite est une espèce de plaine et de moyenne montagne : jusqu'à 930 m dans le Jura, 1 400 m dans le Massif central et 1 700 m dans les Alpes et les Pyrénées.
Il vit dans les habitats sablonneux et ensoleillés tant sur les côtes qu'en montagne. On le trouve dans une végétation ouverte assez rase, alternant avec des sols nus : sables littoraux, zones de graviers et de galets, pelouses, prés salés, landes éparses à bruyères et à genêts, affleurements rocheux, lisières forestières.
Il vit aussi dans les milieux créés par l'Homme : carrières, gravières, parcs urbains, friches, ruines, murets, etc.
Les sites de reproduction sont des points d'eau peu profonds, ensoleillés, sans prédateurs de têtards tels que des insectes aquatiques et des poissons. Ce sont donc des mares temporaires, des bassins de carrière, des pannes dunaires, des fossés peu profonds, des flaques et ornières inondées.

## Mode de vie

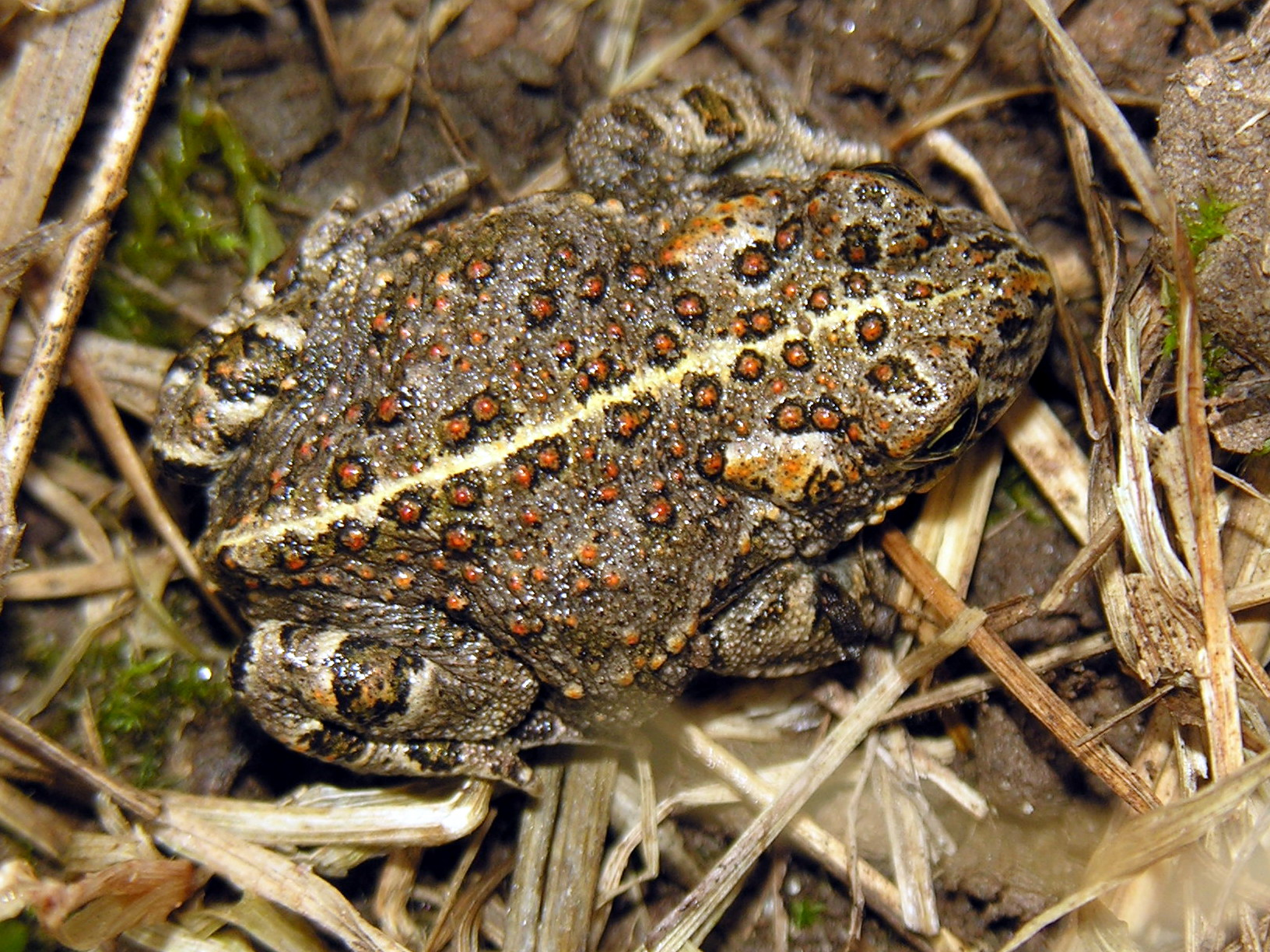
Fig. 5 Juvénile de crapaud calamite (Lituanie), avec pustules orangées et ligne médio-dorsale claire

Le crapaud calamite est un animal presque exclusivement nocturne. Il sort la nuit par temps doux, humide et sans vent.
Il se déplace rapidement sur le sol. Il ne saute pas mais trottine comme un campagnol. Cette démarche très caractéristique est même unique chez les Anoures.

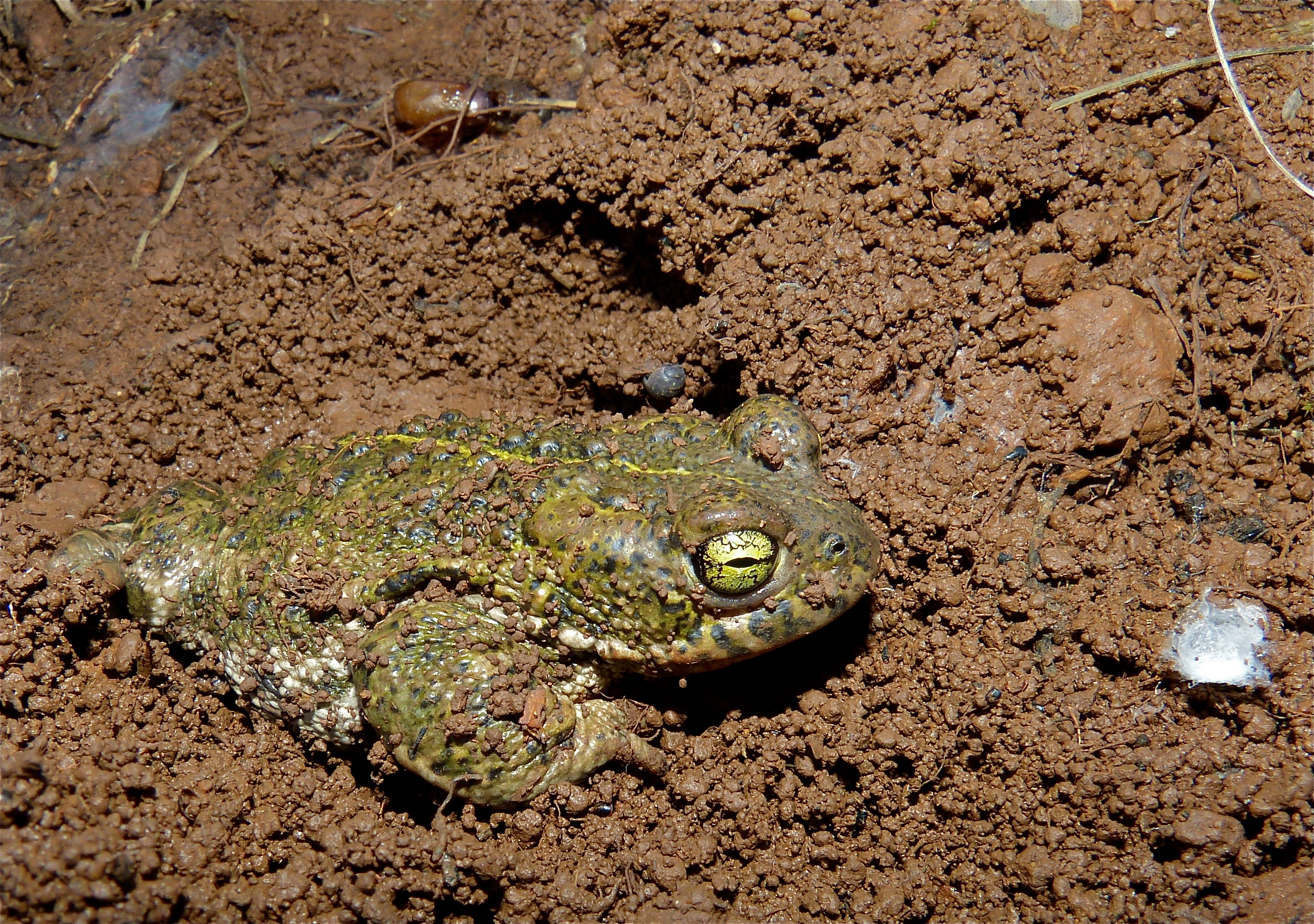
Crapaud calamite trouvé sous une pierre (Hérault, France)

À la belle saison, il creuse souvent des terriers peu profonds dans la terre meuble ou bien il s'aménage un logement sous une touffe de plantes, du bois mort, de grosses pierres, tôles. Ces terriers peuvent être utilisés par plusieurs individus pour s'y cacher en journée. Le soir, après une belle journée chaude, il fait entendre son chant sonore et roulant, auquel ses semblables répondent. Il sort la nuit pour chasser.
Lorsque le crapaud calamite se sent menacé, il gonfle son corps, lève l'arrière-train et produit une odeur caractéristique.
- Alimentation

Ses proies préférées sont des invertébrés : fourmis, lombrics, mollusques, cloportes, coléoptères et autres insectes. C'est un prédateur redoutable capable de courir après ses proies. Il les attrape en projetant sur elles sa longue langue collante.
- Hibernation

Il entre en hibernation dès les premiers froids de septembre-octobre et ne retrouve son activité qu'en mars. Il se protège du froid hivernal et des prédateurs en s'installant dans un terrier qu'il a pris soin de bien fermer avec de la terre. L'hivernage est uniquement terrestre.

## Reproduction
La période de reproduction commence en général en mars, au sud, et en avril-mai, plus au nord ou en altitude. Elle dure jusqu'en juillet-août. Par temps chaud, dans le sud et le sud-ouest de la France, le crapaud calamite peut aussi se reproduire en octobre-novembre.

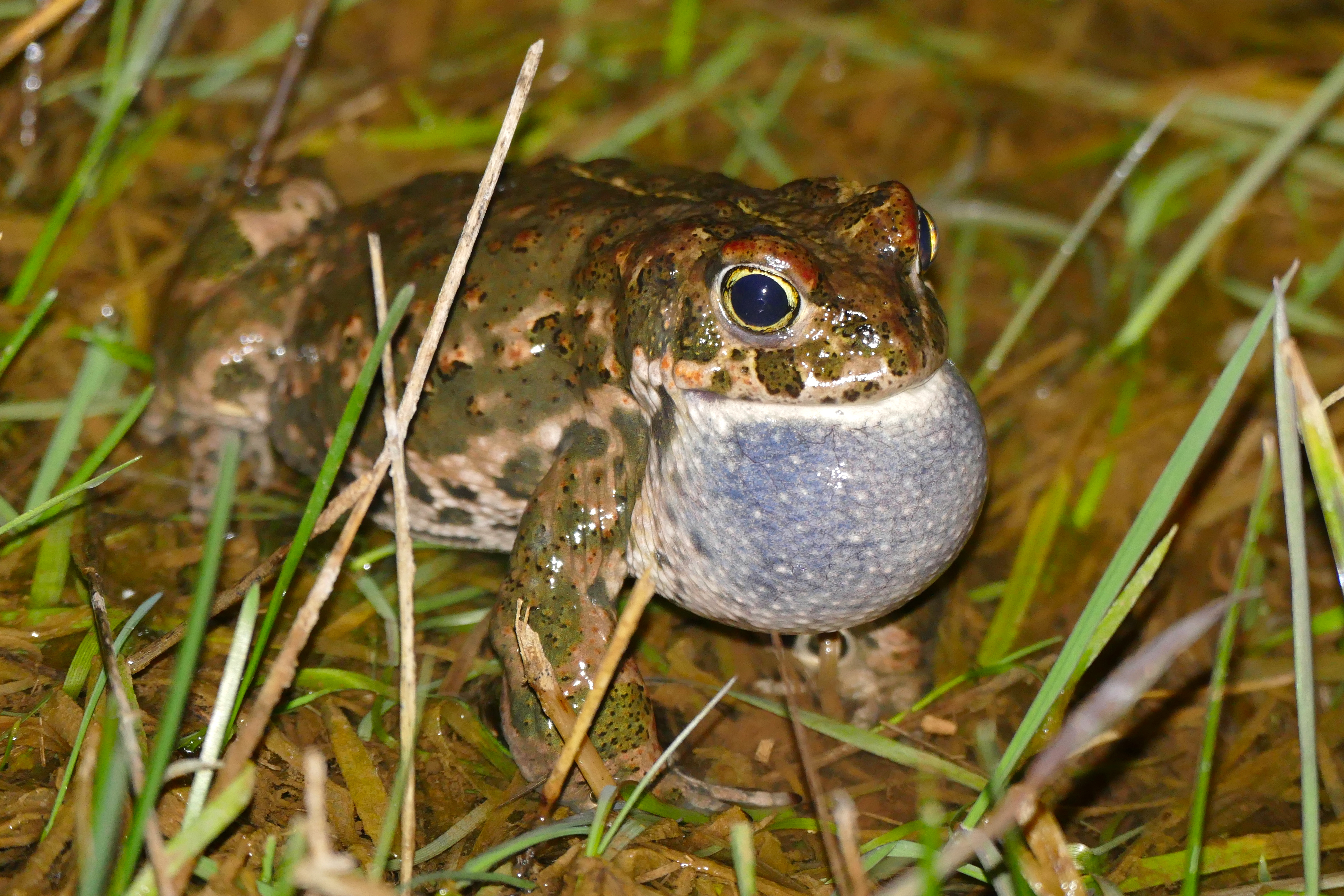
Mâle chantant

Au début de la saison des amours, les mâles sont les premiers à s'assembler dans des eaux peu profondes et à faire entendre leurs chants sonores. Ils chantent en chœur une partie de la nuit. Ils lancent des trilles par vagues successives « érrrp…érrrp…érrrp » qui ressemblent à un bruit de crécerelle. Le chant en chœur est très puissant, puisqu'il peut, par nuit calme, être entendu à plus de deux kilomètres.

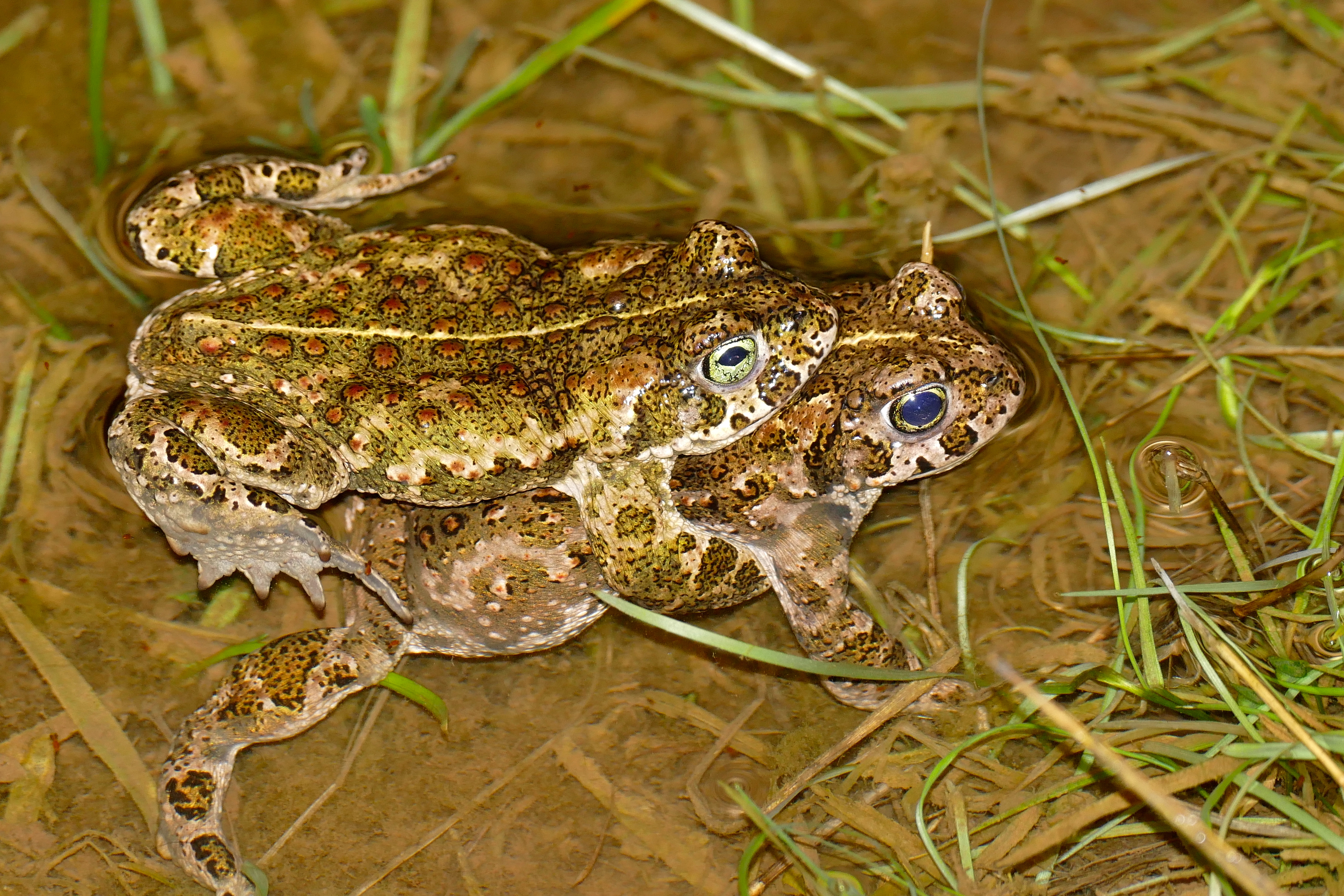
Fig. 6 Amplexus de crapauds calamites

Attirées par le chant, les femelles partent à la rencontre d'un partenaire. L'accouplement est semblable à celui du Crapaud commun : le mâle saisit la femelle au-dessus des flancs et lui enfonce ses poings fermés sous les aisselles (position d'amplexus axillaire). La femelle pond ses cordons d'ovocytes sur le sable du fond ou autour de plantes aquatiques, dans des endroits peu profonds (seulement quelques centimètres d'eau). Le mâle l'aide en tirant sur les cordons de ses pattes postérieures, tout en prenant bien soin d'ensemencer la ponte. Aussitôt cette dernière terminée, le couple se sépare et quitte le point d'eau.
La ponte est constituée d'un ou deux cordons de 1 500 à 7 500 œufs, chaque cordon mesurant cinq millimètres de diamètre et un à deux mètres de long.

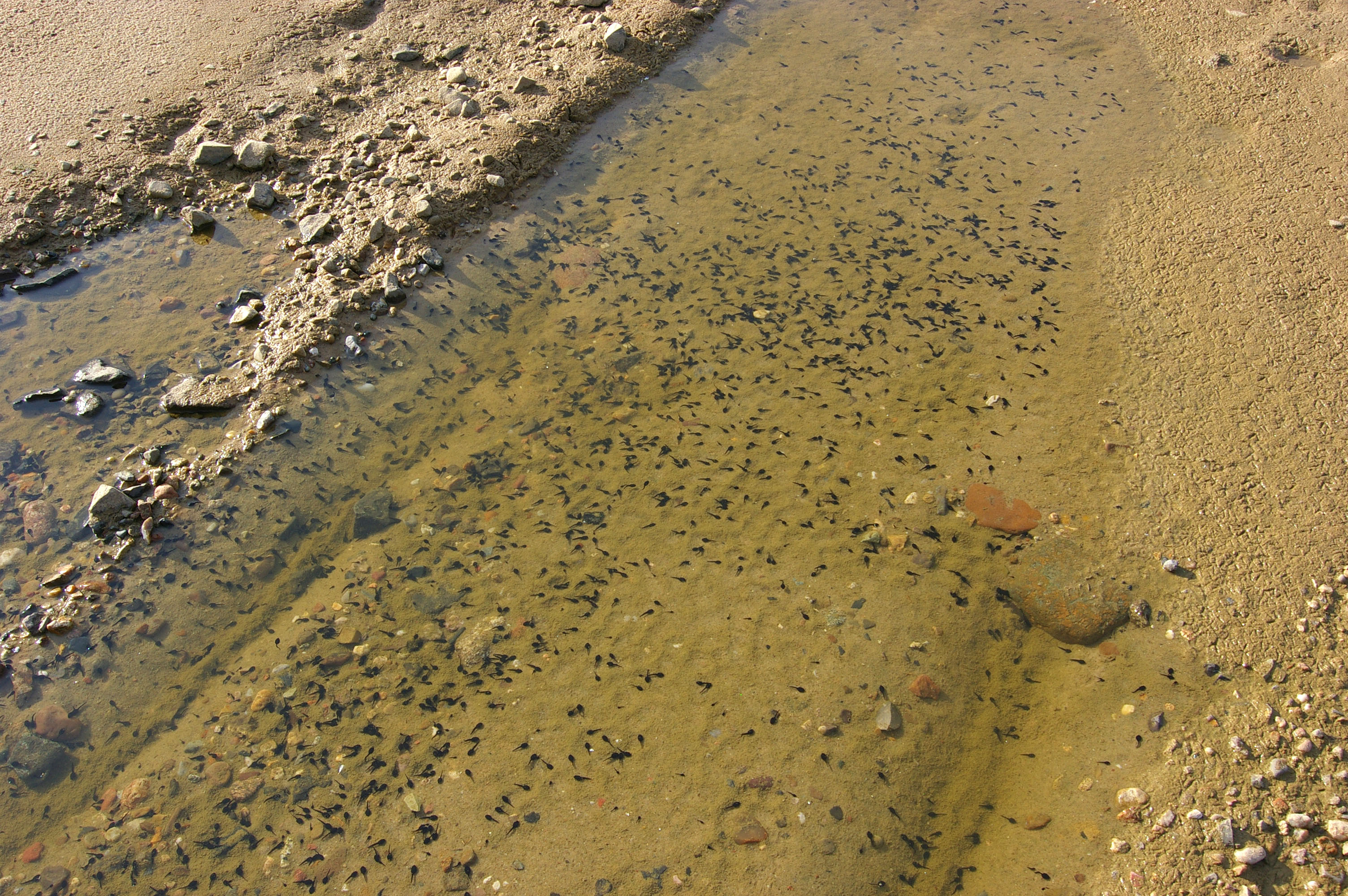
Fig. 7 Têtards de crapauds calamites, dans quelques centimètres d'eau d'une flaque d'eau temporaire sur le sable (Allemagne)

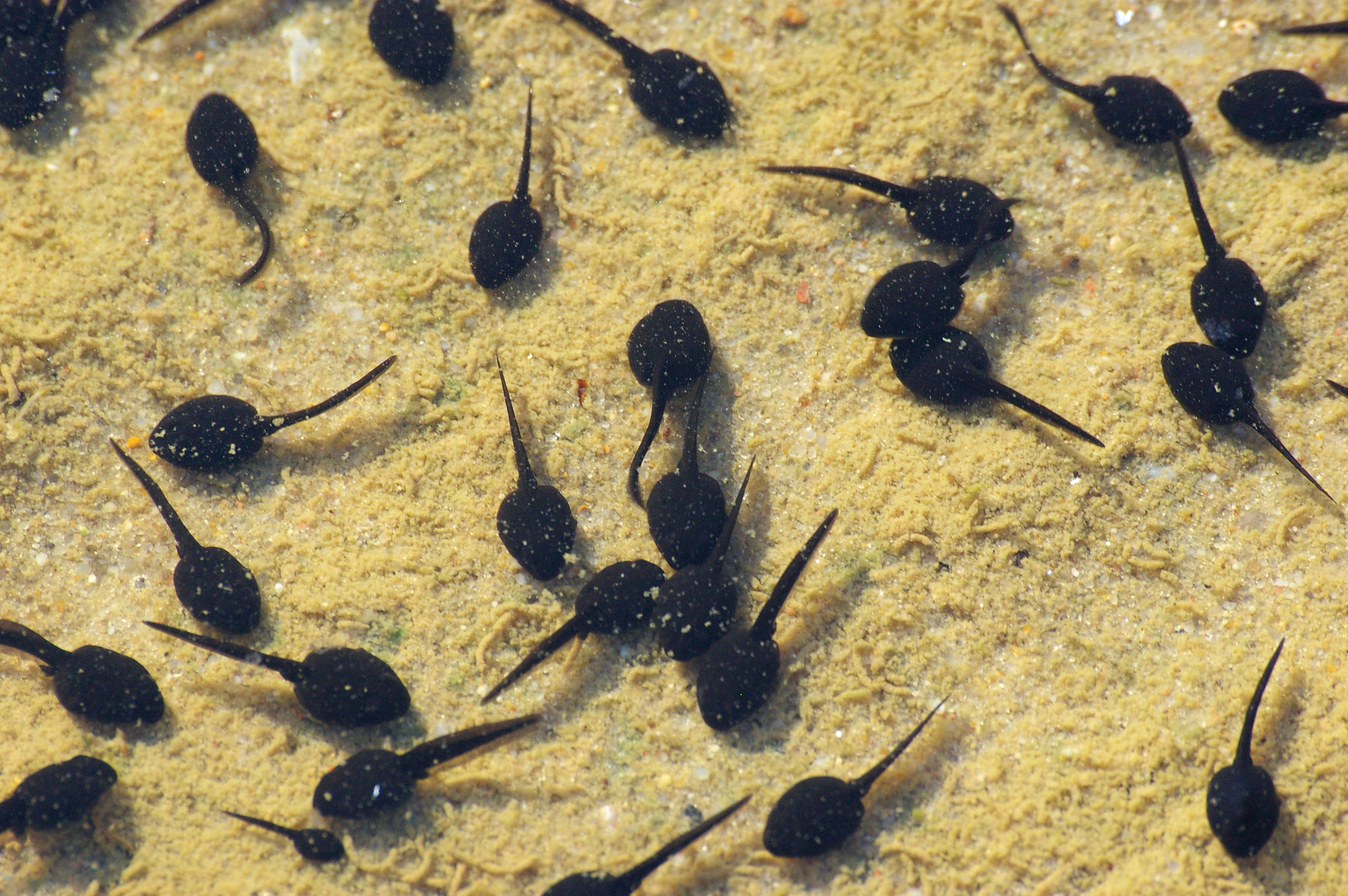
Fig. 8 Têtards de crapauds calamites

Les œufs éclosent rapidement : les têtards sortent au bout de cinq à huit jours. Le stade larvaire dure de six à huit semaines, pour s'achever courant juin en général. Ce développement rapide leur permet de s’accommoder de points d'eau temporaires (ornières, sablières…), mais ne les met pas complètement à l'abri d'un assèchement de leur biotope. En deux semaines, les yeux, la bouche, les viscères, l'anus, la queue et la nageoire caudale se forment et les branchies externes apparaissent. Puis, les branchies deviennent internes, les bourgeons des membres postérieurs apparaissent, etc. C'est ainsi que, peu à peu, s'opère la métamorphose en animal terrestre.
Les jeunes crapauds (imagos) sortent de l'eau et se dispersent rapidement à une distance de plusieurs centaines de mètres du site de ponte. Ils portent déjà une ligne vertébrale jaune.
La maturité sexuelle est de trois ans pour le mâle et quatre ans pour la femelle. Le premier peut vivre jusqu'à sept ans, la seconde jusqu'à dix-sept ans.

## Menaces et protection
Le Crapaud calamite est protégé en France (par l'arrêté ministériel du 8 janvier 2021) et en Belgique. Il est mentionné dans l'annexe IV de la directive Habitats naturels - Faune - Flore (1992) et par la convention de Berne (annexe II).
Il est classé parmi les espèces « à surveiller » dans le livre Rouge des vertébrés de France.

## Publications originales
- Laurenti, 1768 : Specimen medicum, exhibens synopsin reptilium emendatam cum experimentis circa venena et antidota reptilium austriacorum, Vienna Joan Thomae, p. 1-217 (texte intégral).
- Cope, 1864 : Contributions to the herpetology of tropical America. Proceedings of the Academy of Natural Sciences of Philadelphia, vol. 16, p. 166-181 (texte intégral).